# Wrattensteenvis
De wrattensteenvis (Synanceia horrida) is een straalvinnige vissensoort uit de familie van de steenvissen (Synanceiidae). De wetenschappelijke naam van de soort is gepubliceerd in 1766 door Linnaeus.

## Kenmerken
Het onbeschubde, wrattige lichaam bevat dertien rugvinstekels met klieren aan de basis, waarin een dodelijk gif wordt geproduceerd, dat ook voor mensen, die op hem trappen, fatale gevolgen kan hebben. De ogen en de mond zijn bovenstandig. Het lichaam is overwegend bruin. De lichaamslengte bedraagt maximaal 60 cm.

## Leefwijze
Deze vis is weinig beweeglijk en goed gecamoufleerd, wat goed van pas komt bij het vangen van prooien. Hiertoe graaft hij zich deels in, waarbij de kop en ogen net nog boven het zand uitsteken. De prooi weet niet wat hem overkomt.

## Verspreiding en leefgebied
Deze soort komt voor in de Grote- en Indische Oceaan.